# Pantar (Lanao do Norte)
Pantar é um município de quinta classe de renda municipal (d) na província Lanao do Norte, nas Filipinas. De acordo com o censo de 1 de maio  de  2020 possui uma população de 26 599 pessoas e 4 708 domicílios.